# Salacca lophospatha
Salacca lophospatha là loài thực vật có hoa thuộc họ Arecaceae. Loài này được J.Dransf. & Mogea miêu tả khoa học đầu tiên năm 1981.